# Sven Sjölander
Sven Axel Fredrik Sjölander, född 26 augusti 1934 i Gamlestads församling i Göteborgs och Bohus län, död 28 februari 2020 i Fresta distrikt, var en svensk militär.

## Biografi
Sjölander avlade officersexamen vid Krigsskolan 1956 och utnämndes samma år till fänrik vid Östgöta luftvärnsregemente, där han befordrades till kapten 1964. Åren 1967–1972 var han detaljchef vid Arméstaben. År 1972 utnämndes han major vid Roslagens luftvärnsregemente, samma år befordrad till överstelöjtnant. Åren 1972–1975 var han detaljchef vid Försvarsstaben och 1975–1976 bataljonschef vid Sundsvalls luftvärnsregemente. Han var därefter chef för Luftvärnsavdelningen vid Arméstaben 1976–1979. År 1979 befordrades han till överste och var chef för Sundsvalls luftvärnsregemente 1979–1982. Slutligen befordrades Sjölander 1982 till överste av första graden och var luftvärnsinspektör och chef för Arméns luftvärnscentrum 1982–1992.
Sven Sjölander invaldes 1980 som ledamot av Kungliga Krigsvetenskapsakademien.

## Utmärkelser
- Riddare av Svärdsorden, 6 juni 1974.[6]